# 日本翻訳文化賞 (平松)
日本翻訳文化賞（にほんほんやくぶんかしょう）は、日本の文化賞。
「日本翻訳家協会」が1968年に分裂し、平松幹夫らを中心とする同名の別団体ができ、1997年に解散するまで授与していた賞で、団体名、賞名が同じであるためまぎらわしい。第3回までは本家と同じである。

## 受賞作一覧
- 第4回（1967年度）
三笠宮崇仁〔訳〕「聖書年代学」〔ジャック・フイネガン著、岩波書店〕
合葉修一〔ほか訳〕「Biochemical Engineering」〔東京大学出版会〕
- 第5回（1968年度）
鎧淳〔訳〕「Ganes'a-Gita (サンスクリット原典）」〔モウント出版社〕
霜田静志〔訳〕「ニイル著作集」〔A・S・ニイル著、黎明書房〕
藤本隆志，坂井秀寿〔訳〕「論理哲学論考」〔ルートヴィヒ・ウィトゲンシュタイン著、法政大学出版局〕
- 第6回（1969年度）
和田勇一〔監修〕，熊本大学スペンサー研究会〔訳〕「妖精の女王」〔エドマンド・スペンサー著、文理書院〕
ヘルダーリン会（代表・手塚富雄〔訳〕「ヘルダーリン全集全4巻」〔河出書房新社〕
- 第7回（1970年度）
本川弘一〔著訳〕，「Physiology of color and pattern visionー色覚および形態覚の生理」〔医学書院〕
鳥越文蔵〔編訳〕「The Actor's Analects--役者論語」〔チャールズ・J.ダン著、東京大学出版会〕
高橋邦太郎〔訳〕「幕末日本図絵上下」〔エメ・アンベール、雄松堂書店〕
平岡瑤子、松原文子訳「ちっちゃな淑女たち」セギュール夫人、小学館〕
- 第8回（1971年度）
高橋正宜〔著訳〕「Color atlas of cancer cytology」〔医学書院〕
藤川吉美〔訳〕「科学哲学」〔スティーヴン・トゥールミン著、東京図書〕
花崎采琰〔訳〕「花間集」〔欧陽燗撰、桜楓社〕
平野耿〔訳〕「寛容についての書簡」［ジョン・ロック著、朝日出版社〕
- 第9回（1972年度）
山口瑞鳳、定方晟訳「チベットの文化」R・A・スタン著、岩波書店〕
長石忠三〔著訳〕「Functional anatomy and histology of the lung」〔医学書院〕
和田修二〔訳〕「理論的教育学一教育の理論と現実--M.J.ランゲフェルドの教育学」未来社〕
斎藤哲郎「分析哲学入門」全5巻 ジョン・ホスパーズ著、法政大学出版局〕
- 第10回（1973年度）
河合忠著訳「Clinical Aspects of THE PLASMA PROTEINS」医学書院〕
安川一夫訳「サハリンー日・中・ソ抗争の歴史」ジョン・J・ステファン著、原書房〕
鈴木力衛［訳］「モリエール全集」全4巻〔中央公論社〕
長谷安生〔訳〕「ハンフリー・クリンカー」全3巻上下2冊」トバイアス・スモレット著、自費刊行〕
- 第11回（1974年度）
石井桃子〔訳〕「ピーター・ラビットの絵本全5セット」〔ビアトリクス・ポターさく・え、福音館書店〕
奈良毅，田中嫺玉〔訳〕「大聖ラーマクリシュナ（不滅の言葉」アヘンドラ・グプタ）」〔ラーマクリシュナ奉仕会〕
坂井玲子〔訳〕「カレワラタリナーフィンランド民族叙事詩」第三文明社〕
- 第12回（1975年度）
丹波明〔著訳〕「LA STRUCTURE MUSICALE DU NO」クリンクシェック社〕
中沢宣夫〔訳〕「三位一体論」〔アウグスティヌス著、東京大学出版会〕
牧野佐二郎著訳「HUMAN CHROMOSOMES」医学書院〕
谷川俊太郎訳「マザー・グースのうたー英国の伝承童話」草思社〕
- 第13回（1976年度）
奥田清明著訳「Eine Digambara Dogmatik」フランツ・シュタイナー出版社〕
浜島義博著訳「IMMUNOHISTOPATHOLOGY」医学書院〕
船山信一訳「フォイエルバッハ全集 全18巻」福村出版〕
君島久子訳「西遊記」福音館書店〕
- 第14回（1977年度）
奥田邦雄，飯尾年宏〔著訳〕「Radiological Aspects of the Liver and Biliary Tract」〔医学書院〕
大槻春彦〔訳〕「人間知性論全4巻」〔ジョン・ロック著、岩波書店〕
伊藤成彦，米川和夫，阪東宏〔訳〕「ヨギヘスヘの手紙全4巻」〔ローザ・ルクセンブルク著、河出書房新社〕
浅川要〔ほか訳〕「針灸学」〔上海中医学院編、々堂出版社〕
- 第15回（1978年度）
和田且〔訳〕「答えのない質問」〔レナード・バーンスタイン著、みすず書房〕
山下英秋〔著訳〕「Roentgenologic Anatomy of the Lung」〔医学書院〕
舟知恵〔訳〕「現代インドネシア詩集・恋人は遠い島に」〔アプドゥル・ハディ・W・Mら17名著、弥生書房〕
- 第16回（1979年度）
内山敬二郎〔訳〕「ギリシヤ悲劇全集全4巻」〔アイスキュロス，ソポクレス，エウリピデス著、鼎出版会〕
北御門二郎〔訳〕トルストイ3部作「戦争と平和全3巻」「アンナ・カレーニナ全2巻」「復活」〔東海大学出版局〕
- 第17回（1980年度）
安田徳太郎〔訳〕「大自然科学史」〔フリードリッヒ・ダンネマン著 三省堂〕
岡本直正〔著訳〕「Congenital Anomalies of the Heart」〔医学書院〕
ジョイス・アクロイド〔訳〕「TOLD ROUND A BRUSHWOOD FIRE=折たく柴の記」〔新井白石著、東京大学出版会〕
宮崎正明〔訳〕「能登一人に知られぬ日本の辺境」〔パーシヴァル・ローウェル著、パブリケーション四季〕
- 第18回（1981年度）
藤林広超〔訳〕「則天武后外伝鏡花縁」〔李汝珍著、講談社〕
ジャスティーン・ヴィデーウス〔訳〕「BJOENARNA PA NAME-TOKOYAMA (宮沢賢治著・童話「なめとこ山の熊」ほか10編と詩36編）」リーシュテット社〕
大林文彦，玉井礼一郎〔訳〕「マルティン・フィエロ」〔ホセ・エルナンデス著、たまいらぽ〕
- 第19回（1982年度）
杉本つとむ〔編〕「江戸時代翻訳日本語辞典」〔早稲田大学出版部〕
山下肇，瀬戸鞏吉，片岡啓治，沼崎雅行，石丸昭二，保坂一夫〔訳〕「希望の原理全3巻」〔エルンスト・ブロッホ著、白水社〕
安宇植〔訳〕「母（エミ）」〔尹興吉著、新潮社〕
野沢協〔訳〕「十八世紀社会主義」〔アンドレ・リシュタンベルジェ著、法政大学出版局〕
- 第20回（1983年度）
坂下昇〔訳〕「メルヴィル全集」全12巻〔国書刊行会〕
マリー・フィロメーヌ〔編訳〕「The New Year's Poetry Patry at the Imperial Court （新年歌会始）」〔北星堂書店〕
波利井清紀〔著訳〕「MICROVASCULAR TISSUE TRANSFER」〔医学書院〕
陳舜臣，陳謙臣〔訳〕「叛旗一小説「李自成」」〔姚雪垠著、講談社〕
- 第21回（1984年度）
金倉円照〔訳〕「シャンカラの哲学上下」［春秋社］
関敬吾〔監修〕，斎藤正雄〔訳〕「インドネシアの民話一比較研究序説」〔ヤン・ドウ・フリース著、法政大学出版局〕
辻昶，稲垣直樹〔訳〕「ユゴー詩集」〔潮出版社〕
ダイクストラ・K・好子〔訳〕「MIRACULOUS TALES OF THE LOTUS SUTRA FROM ANCIENT JAPAN-The Dainihonkoku Hokkekyokenki of Priest Chingen」（大日本国法華験記）〔関西外国語大学国際文化研究所
- 第22回（1985年度）
飯田利行〔訳〕「定本湛然居士文集訳」〔国書刊行会〕
田島伸悟〔訳〕「パタソン」〔ウィリアム・カーロス・ウィリアムズ著、沖積舎〕
手塚リリ子，石川京子〔訳〕「大英国一歴史と風景」〔ルイ・カザミヤン著、白水社〕
村田陽一〔編訳〕「コミンテルン資料集全6巻別巻1」〔大月書店〕
- 第23回（1986年度）
塚本勲，北嶋静江〔編〕「朝鮮語大辞典」〔角川書店〕
シドニー・ブラウン，広田昭子〔訳〕「木戸孝允日記、全3巻」〔東京大学出版会〕
- 第24回（1987年度）
寿岳文章訳「神曲」ダンテ、〔集英社〕
曽根元吉編訳「ジャン・コクトー全集 全8巻」〔東京創元社〕
井上修一ほか訳「ウィーン精神」W・M・ジョンストン著、みすず書房〕
杉本良夫〔編訳〕「Japanese Studies Series」〔ラウトレッジキーガンポールインターナショナル社〕
- 第25回（1988年度）
森岡恭彦〔訳〕「生きる権利と死ぬ権利」F・サルダ著〔みすず書房〕
若林真訳「ジル」ドリュ・ラ・ロシェル〔国書刊行会〕
亀山正邦〔監修〕「Celebrovascular Disease」〔医学書院〕
大倉純一郎〔訳編〕「スオミの詩（フィンランド原典）」〔花神社〕
吉岡一彦訳編「パントン（マレーシア原典）」〔花神社〕
- 第26回（1989年度）
西村孝次〔訳編〕「オスカー・ワイルド全集」〔青土社〕
梅津済美〔訳〕「ブレイク全著作」〔名古屋大学出版会〕
Schamoni Wolfgang「Mori Ogai UMBAU」〔森鷗外著 VERLAG〕
新谷弘実〔著訳〕「コロノスコピー」〔医学書院〕
植木武，服部研二〔訳〕「太平洋」〔ピーター・ベルウッド著、法政大学出版局〕
- 第27回（1990年度）
福鎌忠恕〔訳〕「ヴィーコ自叙伝」〔法政大学出版会〕
村上真完，及川真介〔訳〕「仏のことぱ」［春秋社］
菊池晴彦，白馬明〔訳〕「ILLUSTRATED TECHNIQUES IN MICRONEUROSURGERY」
花崎采琰〔訳〕「花の文化詞」〔東方文芸の会〕
阿部謹也〔訳〕「ティル・オイレンシュピーゲルの愉快ないたずら」〔岩波書店〕
- 第28回（1991年度）
須賀照雄〔訳〕「全文英訳万葉集」〔中教出版〕
中村元［編訳］「ジャータカ全集10巻」〔春秋社〕
奥田洋子〔訳〕「宗門無盡燈論」〔Zen Center London〕
池上正治〔訳〕「中国老人医学」〔エンタプライズ〕
- 第29回（1992年度）
橋本雄一〔訳〕「Modernism Vol 1, 2」〔鳳書房〕
ジュ・ルンガ，竹中良二［訳］「モンゴル医学史」〔農文協〕
山下肇、前田和美訳「ファウスト」「ウルファウスト」潮出版社
- 第30回（1993年度）
華園聡麿、日野紹運、J・ハイジック「西と東の神秘主義 エックハルトとシャンカラ」ルドルフ・オットー 〔人文書院〕
河内賢隆、山口晃訳「ビルマータイ鉄道建設捕虜収容所 医療将校ロバート・ハーディ博士の日誌」〔而立書房〕
Heike Schoche 〔訳〕「Mori Ogai Deutschlandtagebuch」〔Konkursbu<〕
川端香男里，栗原成郎〔訳〕「中世文化のカテゴリー」〔岩波書店〕
- 第31回（1994年度）
中谷義和〔訳〕「国家理論」〔ボブ・ジェソップ著,御茶の水書房〕
金原粲，水禍衛〔訳〕「電子物性の基礎」〔ピーター・グロッセ著,オーム社〕
中川和也〔訳〕「チベットの精神医学」〔デリー・クリフォード著,春秋社〕
村上清［訳］「書物の狩人」〔ジョン・ヒル・バートン著,図書出版社〕
- 第32回（1995年度）
谷学謙〔訳〕「長谷川泉日本文学論著選・森鴎外論考」時代文芸出版社〕
津谷喜一郎〔訳〕「世界伝統医学大全」［R・バンナーマン，J・バートン，陳文傑著、平凡社］
ペマ・ギャルポ，藤原直哉「世界大恐慌」「ラビバトラの大予言」〔ラビ・バトラ著、総合法令出版〕[1]
- 第33回（1996年度）
中埜肇訳、竹尾治一郎監修「現代哲学の主潮流」全5巻 シュテークミュラー 法政大学出版局
青柳優子訳「韓国の民族文化論」崔元植著 御茶の水書房
（特別功労賞）岩波書店「新約聖書」全5冊 佐藤研責任編集、青野太潮ほか訳[2]